# ماها تشاكري سيريندهورن
ماها تشاكرى سيريندهورن (و. 1955  م) هي دبلوماسية، وكاتِبة، ومترجمة، وشاعرة، وكاتبة للأطفال، وعازفة، ومؤرخة، وفاعلة خير، ومغنية، ورسامة توضيحية، وعالمة بيئة تايلندية، ولدت في بانكوك، تستخدم آلات Ranat ek ‏، وتستخدم آلات Saw duang ‏، وتحمل رتبة عسكرية أدميرال.

## مناصب
تولت منصب ملك تايلاند.

## التعليم
تعلمت في جامعة بكين، وتعلمت في جامعة شولالونغكورن، وتعلمت في Srinakharinwirot University ‏.

## جوائز
حصلت على جوائز منها:
- جائزة أنديرا غاندي (2004)
- جائزة رامون ماجسايساى (1991)
- بادما بوشان [الإنجليزية]‏

## وصلات خارجية
- ماها تشاكرى سيريندهورن على موقع IMDb (الإنجليزية)
- ماها تشاكرى سيريندهورن على موقع مونزينجر (الألمانية)